# Route européenne 39
Pour les articles homonymes, voir E39 et Route 39.
 (juin 2025).
Si vous disposez d'ouvrages ou d'articles de référence ou si vous connaissez des sites web de qualité traitant du thème abordé ici, merci de compléter l'article en donnant les références utiles à sa vérifiabilité et en les liant à la section « Notes et références ».
La route européenne 39 (E39) est un itinéraire du réseau routier européen reliant Trondheim à Aalborg en passant par Bergen, Stavanger et Kristiansund. Cet itinéraire traverse deux pays, la Norvège et le Danemark.

## Tracé
| Pays     | Villes traversées                               | Routes européennes croisées                   | Carte interactive |
| -------- | ----------------------------------------------- | --------------------------------------------- | ----------------- |
| Norvège  | Trondheim Ålesund Bergen Stavanger Kristiansand | à Trondheim à Ålesund à Bergen à Kristiansand |                   |
| Danemark | Hirtshals Hjørring Nørresundby Ålborg           | à Ålborg                                      |                   |